# Dempelan
Dempelan is een bestuurslaag in het regentschap Madiun van de provincie Oost-Java, Indonesië. Dempelan telt 3073 inwoners (volkstelling 2010).